# قیف نوآوری
بیشتر ایده‌های نوآورانه تبدیل به محصولات جدید نمی‌شوند. پژوهش‌های بسیاری نشان داده‌اند که تنها یکی از هر هفت هزار ایده به یک محصول موفق منجر می‌شود. قیف نوآوری (به انگلیسی: innovation-funnel) یک مدل است که فرآیند تولید و توسعه ایده‌های نوآورانه را توصیف می‌کند. این مدل شبیه به یک قیف است که ایده‌های متنوع و بسیاری در ابتدای آن وارد می‌شوند و در مراحل مختلف پالایش، بررسی و ارزیابی، برخی از این ایده‌ها به محصولات، خدمات یا فرآیندهای نهایی تبدیل می‌شوند.

برای مثال صنایع داروسازی این واقعیت را به خوبی نشان می‌دهند: تنها یک ترکیب دارویی از میان هر ۱۰۰۰۰ مورد به یک داروی جدید و موفق تبدیل می‌شود که زمان کل از کشف تا به بازار آمدن ۱۲ سال و هزینه کل آن تقریباً ۳۵۰ میلیون دلار است! 

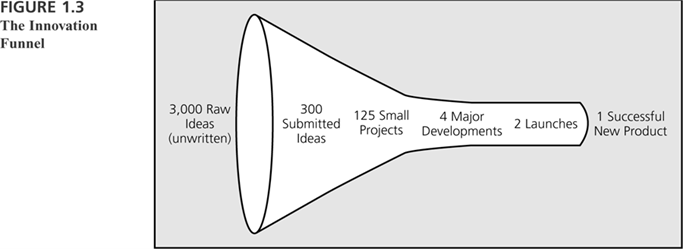

در ساده‌ترین شکل، قیف توسعه یک ساختار گرافیکی برای تفکر در مورد تولید و غربالگری گزینه‌های توسعه جایگزین و ترکیب زیر مجموعه‌ای از آن‌ها در یک مفهوم محصول ارائه می‌کند. انواع ایده‌های مختلف محصول و فرآیند برای بررسی وارد قیف می‌شوند، اما تنها بخشی از یک پروژه توسعه کامل می‌شود.

## چالش های مدیریت قیف توسعه
ورودی گسترده (به انگلیسی: Wide Input): در ابتدای قیف، تعداد زیادی ایده‌های خلاقانه و نوآورانه از منابع مختلف جمع‌آوری می‌شوند. این مرحله شامل طوفان فکری، پیشنهادات کارکنان، تحقیقات بازار و بازخورد مشتریان است.
غربالگری (به انگلیسی: Screening): در این مرحله، ایده‌ها بررسی و ارزیابی می‌شوند تا ایده‌های مناسب و با پتانسیل بالا شناسایی شوند. ایده‌های غیر عملی یا نامناسب حذف می‌شوند.
پالایش و توسعه (به انگلیسی: Refinement and Development): ایده‌های منتخب پالایش می‌شوند و جزئیات آنها توسعه داده می‌شود. این شامل تحقیقات بیشتر، طراحی اولیه، نمونه‌سازی و آزمایش‌های مختلف است.
ارزیابی نهایی (به انگلیسی: Final Evaluation): ایده‌های پالایش‌شده به دقت ارزیابی می‌شوند تا مشخص شود کدام یک از آنها می‌توانند به محصولات، خدمات یا فرآیندهای نهایی تبدیل شوند.
تجاری‌سازی (به انگلیسی: Commercialization): در این مرحله، ایده‌های نهایی شده به بازار معرفی می‌شوند و به محصولات یا خدمات جدید تبدیل می‌شوند.
قیف نوآوری به سازمان‌ها کمک می‌کند تا ایده‌های نوآورانه را به طور سیستماتیک بررسی و پالایش کنند و بهترین ایده‌ها را به محصولات و خدمات موفق تبدیل کنند.